# Alan Cabello
Alan Cabello Forns (15 febbraio 1988) è un nuotatore spagnolo, vincitore di tre medaglie di bronzo agli europei di nuoto in vasca corta nei 100 e 200 metri misti.

## Biografia
È fratello minore di Brenton Cabello, anche lui nuotatore di caratura internazionale, che rappresentò la Spagna ai Giochi olimpici estivi di Pechino 2008.
La sua squadra di club è stato in Club Natació Sant Andreu di Barcellona.

## Record nazionali

### Seniores

#### Vasca corta
- 100 metri misti vasca corta: 52"55 ( Istanbul, 13 dicembre 2009)
- 200 metri misti vasca corta: 1'53"04 ( Istanbul, 10 dicembre 2009)
- 400 metri misti vasca corta: 4'05"09 ( Istanbul, 11 dicembre 2009)
- Staffetta 4x100 metri stile libero vasca corta: 3'13"52 ( Castellón de la Plana, 28 novembre 2009) (Juan Miguel Rando (48"87), Alex Villaécija (1'37"57), Brenton Cabello (2'25"27), Alan Cabello (3'13"52))
- Staffetta 4×200 metri stile libero vasca corta: 7'03"75 ( Castellón de la Plana, 26 luglio 2019) (Alan Cabello (1'46"54), Juan Miguel Rando (3'31"90), Brenton Cabello (5'18"01), Alex Villaécija (7'03"75))

## Palmarès
- Europei in vasca corta

Fiume 2008: bronzo nei 200 m misti;
Istanbul 2009: bronzo nei 200 m misti;
Eindhoven 2010: bronzo nei 100 m misti;
- Europei giovanili

Palma di Maiorca: oro nella 4x100 m
misti